# Buergenerula zelandica
Buergenerula zelandica är en svampart som beskrevs av McKenzie 1991. Buergenerula zelandica ingår i släktet Buergenerula och familjen Magnaporthaceae.   Inga underarter finns listade i Catalogue of Life.